# Matthew Metcalfe
Matthew Christian Metcalfe FRHist SFRGS (nacido el 1 de marzo de 1973) es un productor de cine y guionista neozelandés conocido por sus películas biográficas y documentales. Metcalfe también ha producido comedias y películas dramáticas, además de participar en varias series de televisión. Al principio de su carrera, Metcalfe trabajó como productor musical a principios de la década de 2000, antes de dedicarse al cine y la televisión.
En 2002 recibió el premio Tui al mejor vídeo musical por el vídeo Fade Away, de Che Fu. Tras trabajar en la producción de vídeos musicales, Metcalfe pasó a producir varios cortometrajes y luego largometrajes y series de televisión. En su carrera cinematográfica, Metcalfe ha recibido varios galardones, entre ellos el Premio a la Mejor Película por Dean Spanley (2008) y una nominación por Juego de Nemesis Game (2003) en los Qantas Film and Television Awards. En 2013, Metcalfe fue galardonado como Productor Independiente del Año en los SPADA Screen Industry Awards.
Entre las películas que ha producido destacan Dean Spanley (2008), Tierra de guerreros (2014), Beyond The Edge (2013), Whina (2022), McLaren (2017), Mothers of the Revolution (2021) y The Subtle Art of Not Giving a F*ck (2023).

## Primeros años de vida
Metcalfe nació en Christchurch, Nueva Zelanda. Su familia se trasladó a Papúa Nueva Guinea y luego a Canberra, Australia cuando Metcalfe era niño. Metcalfe hizo el servicio militar en Australia y Nueva Zelanda. Metcalfe se interesó por el cine cuando terminó la licenciatura en Comercio en la Universidad de Auckland. También estudió en la Universidad de Oxford, donde obtuvo un Diploma Avanzado en Historia Inglesa.

## Carrera

### 1998–2003: Inicio de carrera
Metcalfe trabajó como productor de vídeos musicales a principios de la década de 2000, con Shihad, Hayley Westenra y Che Fu. El primer crédito de Metcalfe como productor fue para el cortometraje de 1999, 9 Across. Se relacionó con el guionista, Jesse Warn, a quien prometió llevar 9 Across a la pantalla. 9 Across le valió al guionista un premio a la mejor contribución a un cortometraje en los NZ Film and TV Awards de 1999.
A principios de la década de 2000, Metcalfe empezó a trabajar en más cortometrajes y vídeos musicales. Trabajaba como camarero, apilador de estanterías y acomodador de cine. En un momento dado, entró en la emisora de radio neozelandesa bFM y se ofreció a realizar un vídeo musical para cualquier grupo con un presupuesto de 1.000 dólares. A continuación produjo vídeos musicales para Shihad y Hayley Westenra. En 2001 produjo el vídeo musical de Fade Away, de Che Fu, ganador del premio Tui.

### 2003-2007: Primeras películas y documental personal
Metcalfe se asoció de nuevo con el guionista Jesse Warn para trabajar en más proyectos. Trabajaron más en una serie de televisión sobre el grupo neozelandés Steriogram. Volvió a formar equipo con Warn para producir la película de 2003 Nemesis Game. En 2005 produjo la serie de televisión Air Force, sobre la Real Fuerza Aérea de Nueva Zelanda. Después se centró en un documental más personal sobre su propio padre, Frank, en Vietnam: My Father's War (La guerra de mi padre), que se estrenó en 2006.
Por aquel entonces, Metcalfe empezó a dirigir documentales, entre ellos el de 2007, Soldiers of Fortune. También participó en el desarrollo del largometraje documental de 2008 Relocated Mountains, que sigue el viaje de un refugiado kurdo desde Nueva Zelanda hasta Irak. Para ambas películas, Metcalfe pasó un tiempo en Bagdad, Irak. Metcalfe ha señalado que durante el rodaje, él y el equipo de filmación estaban siendo filmados en secreto por un escuadrón de secuestradores.

### 2007-2013: avance del cine documental
En 2007 se estrenó The Ferryman, una película producida por Metcalfe. En ese momento comenzó a trabajar con el productor Alan Harris con Dean Spanley que se estrenó en 2008.
Metcalfe produjo otros cuatro largometrajes con Toa Fraser, entre ellos Giselle, Tierra de guerreros y las películas 6 Days y The Free Man. También produjo la comedia romántica Love Birds, estrenada en 2011. En 2013 produjo el documental Beyond The Edge, Mettcalfe también interpretó al alpinista y escritor inglés Wilfrid Noyce en la película.

### 2013-2020: otros largometrajes
Metcalfe trabajó después con el productor neozelandés Fraser Brown en más documentales como McLaren, Born Racer - The Scott Dixon Story y Wayne. En 2020 Metcalfe produjo el documental Dawn Raid. En 2021, Metcalfe produjo Mothers of the Revolution, que sigue la historia de las protestas del Campamento de Paz de Mujeres de Greenham Common. En 2022, la película fue nominada al premio Envy al mejor documental individual en The Grierson Trust. Dawn Raid también fue nominada en 2022 por The Grierson Trust para el premio Sky Documentaries al mejor documental musical.

### 2020-ahora:Whina,The Subtle Art of Not Giving a F*cky próximas películas
En 2022 Metcalfe fue uno de los productores de la película biográfica sobre la vida de Dame Whina Cooper, Whina.
En 2023 se estrenó un documental basado en el libro de Mark Mason, The Subtle Art of Not Giving a F*ck. Metcalfe fue uno de los guionistas y productores. Metcalfe fue uno de los productores de la película de terror y misterio The Tank, que se estrenó a finales de abril de 2023. En julio de 2023, Billion Dollar Heist se proyectó por primera vez en público en el marco del Festival Internacional de Cine de Nueva Zelanda de 2023.